# 삼삼 (바둑)
삼삼(三三)은 바둑 용어의 하나로, 바둑판 위의 위치를 가리키는 말이다. 바둑판의 구석에서 (3, 3)의 지점을 말한다(아래 그림). 포석의 단계에서 귀를 선점하기 위해 단독으로 놓는 경우가 있으며, 이미 상대가 화점에 돌을 놓아 귀를 차지한 경우, 자신이 침입하기 위한 수단으로 착수하는 경우도 있다.
|  |  |  |  |  |  |  |  |  |
|  |  |  |  |  |  |  |  |  |
|  |  |  |  |  |  |  |  |  |
|  |  |  |  |  |  |  |  |  |
|  |  |  |  |  |  |  |  |  |
|  |  |  |  |  |  |  |  |  |
|  |  |  |  |  |  |  |  |  |
|  |  |  |  |  |  |  |  |  |
|  |  |  |  |  |  |  |  |  |